# وزارة الأمن الداخلي (الولايات المتحدة)

شعار وزارة الامن الداخلي في الولايات المتحدة

وزارة الأمن الداخلي في الولايات المتحدة أو جهاز الأمن الداخلي (بالإنجليزية: United States Department of Homeland Security اختصارًا: DHS) هي وزارة أمريكية مسؤولياتها الأساسية حماية أراضي الولايات المتحدة من هجمات إرهابية، كذلك الاستجابة السريعة للكوارث الطبيعية.
في حين أن وزارة الدفاع الأمريكية تختص بمجال العمليات العسكرية والأمن الخارجي، فان وزارة الأمن الداخلي تختص بالمجال المدني «لحماية الولايات المتحدة من الداخل». وهدف الوزارة المعلن الاستعداد، منع واستجابة لحالات الطوارئ المحلية وخاصة الإرهاب.
تأسست هذه الوزارة في 25 نوفمبر 2002، وعقب هجمات 11 سبتمبر على الولايات المتحدة، في 1 مارس 2003 ضمت إلى هذه الوزارة عدد من الوكالات الفيدرالية الأخرى من قبيل دائرة الهجرة والتجنس (Immigration and Naturalization Service) والتي كانت تابعة لوزارة العدل، كما ضمت تحت إداراتها بعض مهام عدد من الوكالات مثل دائرة التفتيش والصحة الحيوانية والنباتية (Animal and Plant Health Inspection Service) التي لا تزال تابعة لوزارة الزراعة الأمريكية. كما ضمت وكالات تأسست حديثا مثل وكالة إنفاذ قوانين الهجرة والجمارك بالولايات المتحدة.
بعدد موظفين يتجاوز 200.000 موظف تعتبر الوزارة ثالث أكبر الوزارات الفدرالية الأمريكية بعد وزارة الدفاع ووزارة شؤون قدامى المحاربين.
تطبيقا لسياسة الأمن القومي فان البيت الأبيض يقوم من خلال مجلس الأمن القومي في الولايات المتحدة بالتنسيق بين وزراة الأمن الوطني ووزارت أخرى ترتبط بقوة بموضوع الأمن القومي من قبيل وزارة الصحة والخدمات البشرية، ووزارة العدل والطاقة.
منذ 21 يناير 2009 وفي إدارة الرئيس السابق باراك أوباما ترأس وزارة الأمن الداخلي في الولايات المتحدة جانيت نابوليتانو، والتي اعتبرت أول امرأة تشغل المنصب وثالث وزيرة للوزارة منذ انشائها.

## وصلات خارجية
- الموقع الرسمي